# Orde van Gabriela Silang

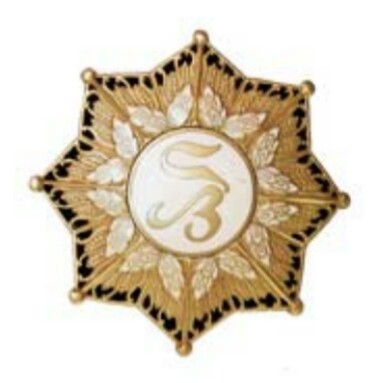
Orde van Gabriela Silang

De orde van Gabriela Silang werd door de regering van de Filipijnen ingesteld om vrouwelijke staatshoofden en de vrouwelijke echtgenoten van staatshoofden te onderscheiden. De orde, men kan het een damesorde noemen, heeft een enkele graad; die van grootkruis.
Het versiersel is een achtpuntige gepatineerde gouden ster met vlinders rond het witte medaillon met de initialen "GS". De verhoging is een gouden, groen geëmailleerde lauwerkrans. Het lint is donkerrood met een gele en blauwe bies.